# Satellites (September)
Satellites è il primo singolo estratto dal secondo album della cantante pop svedese September, In Orbit, e il primo singolo della cantante pubblicato dall'etichetta discografica Catchy Tunes.
Il brano, scritto da Jonas von der Burg, Anoo Bhagavan e Niclas von der Burg e prodotto dallo stesso Jonas von der Burg, ha riscosso un notevole successo in Scandinavia e successivamente è stato pubblicato in altri paesi come Polonia, Romania, Spagna, Israele e Stati Uniti. È considerato il singolo di maggior successo della cantante.

## Tracce
12" Maxi (Airplay 983 458-5 [fr])
1. Satellites (Extended) - 4:34
2. Satellites (Electro Mix Long) - 4:52

12" Maxi (Do It Yourself DO IT 30-05 [it]
1. Satellites - 3:13
2. Satellites (Extended) - 4:32
3. Satellites (Electro Mix Long) - 4:51
4. Satellites (Electro Mix Short) - 3:26

CD-Maxi (Catchy Tunes 003 [se] / EAN 7350019910924)
1. Satellites (Radio Edit) - 3:16
2. Satellites (Extended) - 4:34
3. Satellites (Electro Mix Short) - 3:29
4. Satellites (Electro Mix Long) - 4:52

CD-Maxi (Robbins 76869-72148-2 [us])
1. Satellites (US Mix) - 3:07
2. Satellites (Electro Mix Edit) - 3:26
3. Satellites (Extended Mix) - 4:34
4. Satellites (Club Junkies Mix) - 6:00
5. Satellites (Electro Mix) - 4:52
6. Satellites (Clubstar Remix) - 5:23
7. Satellites (Flip & Fill Remix) - 5:45
8. Satellites (Dancing DJs Remix) - 5:47

Promo - CD-Maxi (All Around The World CDGLOBE538 [uk])
1. Satellites (Radio Edit) - 3:18
2. Satellites (Extended Version) - 4:36
3. Satellites (Dancing DJs Remix) - 5:50
4. Satellites (Soulseekerz Remix) - 7:26
5. Satellites (Flip & Fill Remix) - 5:46
6. Satellites (KB Project Remix) - 5:55
7. Satellites (Acoustic Version) - 3:04

## Classifiche
| Classifica (2005) | Posizione raggiunta |
| ----------------- | ------------------- |
| Svezia            | 4                   |
| Finlandia         | 18                  |